# Коти Юнайтед
«Коти Юнайтед» (яп. 高知ユナイテッド Ко:ти Юнайтеддо, англ. Kochi United) — японский футбольный клуб из города Коти и одноименной префектуры. Играет в Джей-лиге 3, третьем дивизионе в системе лиг Японии.

## История
Клуб создан в 2016 году путем объединения местных команд «Игоссо Коти» и «Коти Ю Торастар». Целью этого объединения являлось создание команды для участия в Джей-лиге, которая бы представляла всю префектуру.
После объединения команда заняла место «Коти Ю Торастар» в Лиге Сикоку. Новообразованный клуб играл в этой лиге до 2019 года, пока клуб не выиграл её и не повысился в Японскую футбольную лигу. В 2021 году клуб подал заявку на получение статуса клуба 100-летнего плана Джей-лиги, которая была одобрена.
В 2024 году «Коти Юнайтед» занял в 2-е место в Японской футбольной лиге и попал в плей-офф на повышение. Соперником стал «ИСКК Иокогама». Первый матч закончился со счётом 1:1. Во втором матче клуб одержал победу со 2:0, тем самым заработав повышение и став первым профессиональным клубом из своей префектуры.

## Стадион
Клуб проводит матчи на стадионе «Коти Харуно», вмещающем 25 000 зрителей и лицензированном для организации матчей Первого дивизиона Джей-лиги.